# Nerja
Nerja là một đô thị trong tỉnh Málaga, cộng đồng tự trị Andalusia Tây Ban Nha. Đô thị này có diện tích là 85 ki-lô-mét vuông, dân số năm 2009 là 21811 người với mật độ 256,6 người/km². Đô thị này có cự ly 50 km so với tỉnh lỵ Málaga.